# Johann Jakob Willemer

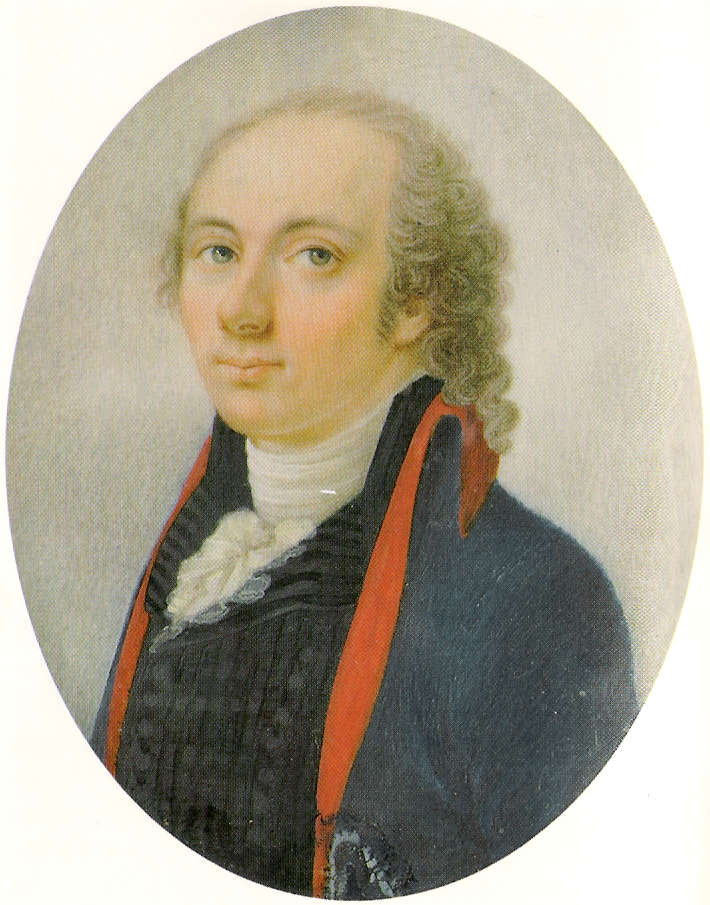
Johann Jakob Willemer. Miniatur von Joseph Nicolaus Peroux, 1793

Johann Jakob Willemer, ab 1816 von Willemer (* 29. März 1760 in Frankfurt am Main; † 19. Oktober 1838 ebenda) war ein Frankfurter Bankier, Politiker und Autor.

## Leben und Karriere
Seine Vornamen Johann Jakob erhielt Willemer von seinem evangelisch-luthererischen Onkel und Taufpaten. Er entstammte einfachen Verhältnissen, hatte sich als 29-Jähriger zum Geheimen Rat emporgearbeitet und als 33-Jähriger sein Patent zum Kgl. Preuss. Hofbanquier erhalten. Über seine Herkunft und seinen mühsamen Aufstieg schrieb er an Goethe am 11. Dezember 1808:
„Ich bin ohne Erziehung aufgewachßen, und habe nichts gelernt. Arm gebohren und daher nach Franckfurter manier von jedem über die Achsel angesehen und das schlägt tiefe Furchen in einem zarthen Gemütht, weckt das Lebens Quaal, einen grentzenloßen Ehrgeitz mußt ich alles was ich besize mir selbst verdienen, darüber verstrich der schönste Theil meines Lebens, und ich konnte mich mit nichts befassen als mit Gelderwerb, nach nichts streben als nach Schein-ehre.“
Willemer dürfte seine Armut allerdings übertrieben haben. Sein Vater Johann Ludwig Willemer hatte bis zu seinem frühen Tod das Bankhaus Franck & Co. geleitet. Seine Mutter führte darauf das Unternehmen weiter, bis es ihr Sohn übernehmen konnte. Nicht zuletzt durch die Mitgift seiner ersten Frau Magdalena Lange aus einem reichen Berliner Kaufmannshaus war er bereits als 24-Jähriger ein vermögender Mann. Er pachtete einen Landsitz am Mainufer, die Gerbermühle. Zudem erstand er nach dem Verkauf des Elternhauses in der Töngesgasse 49 das Haus Zum Roten Männchen am Fahrtor.
Mit seiner Frau Maria Magdalena geb. Lange, genannt Meline, hatte Willemer die vier Töchter Rosette, Käthe, Meline und Maximiliane. Nach ihrem Tod 1792 heiratete er neun Monate später die um siebzehn Jahre jüngere Jeannette Mariane Chiron, Tochter des Bankiers Abraham Chiron (1740–1823) und Schwägerin des Bankiers Johann Georg Sarasin (1762–1847). Sie verstarb aber schon drei Jahre später im Alter von nur 20 Jahren im Kindbett. Aus dieser Verbindung stammte der Sohn Abraham, genannt Brami.
Die junge Wiener Schauspielerin und Tänzerin Marianne Jung wurde Willemers dritte Frau. Er war gerade in die Oberdirektion des Theaters gewählt worden, als sie als 14-Jährige 1798 ihr Frankfurter Engagement begann. Einer ihrer Bewunderer war Willemer. Er holte die 16-jährige Marianne von der Bühne und übernahm sie gegen 2000 Gulden und eine Rente von deren verarmter Mutter als Pflegetochter in seinen Haushalt, wo sie gemeinsam mit seinen Kindern eine musische und sprachliche Ausbildung erhielt. Als 18-Jährige wurde sie vermutlich die Lebensgefährtin des 42-Jährigen. Nach 12 Jahren, 1814, wurde die auch weiterhin kinderlose Verbindung legalisiert.
Um die Offizierslaufbahn seines einzigen noch lebenden Sohns Brami zu fördern, hatte Willemer sich um die Nobilitierung bemüht. 1816 wurde er von Kaiser Franz I. von Österreich in den Adelsstand erhoben. Sein Sohn Brami starb 1818 an den Folgen einer Schussverletzung, die er beim Duell mit seinem Offizierskameraden Theodor von Bockum-Dolffs erlitten hatte. Um den Schmerz zu mildern, sollte der Nächstgeborene der Familie zum Andenken „Brami“ genannt werden. Als Maximiliane von Willemer, die mit Jean Andreae verheiratet war, 1819 einen Sohn zur Welt brachte – den späteren Maschinenbauingenieur Abraham Maria Andreae – erhielt er den Vornamen Abraham und wurde Brami gerufen.
1836 – mit 77 Jahren – erlitt Willemer einen Schlaganfall. Marianne pflegte ihn in seinen letzten beiden Lebensjahren bis zu seinem Tod. Am 22. Oktober 1838 wurde er neben seiner ersten Frau an der Kirche in Frankfurt-Oberrad beigesetzt. Marianne von Willemer überlebte ihren Mann um 22 Jahre.

## Freundschaft mit Goethe
Willemer war nicht nur als Geschäftsmann, sondern auch als Förderer des Frankfurter Theaters und literarisch engagiert. Er schrieb neben pädagogisch-moralischen Schriften zur Verbreitung der Sittlichkeit unter anderem fünf Dramen, fand allerdings dafür wenig Anerkennung. Sein großes Vorbild war Goethe, dem er erstmals als siebzehnjähriger Banklehrling, 1777, begegnete. Vier Jahre später besuchte er ihn erneut gemeinsam mit seiner ersten Frau Magdalena. In den Jahren 1814 und 1815 trafen sich Johann Jakob und Marianne oft mit Goethe und hielten weiterhin durch Briefe den Kontakt aufrecht. Dabei stand die literarische Zusammenarbeit Goethes und Mariannes im Zentrum.

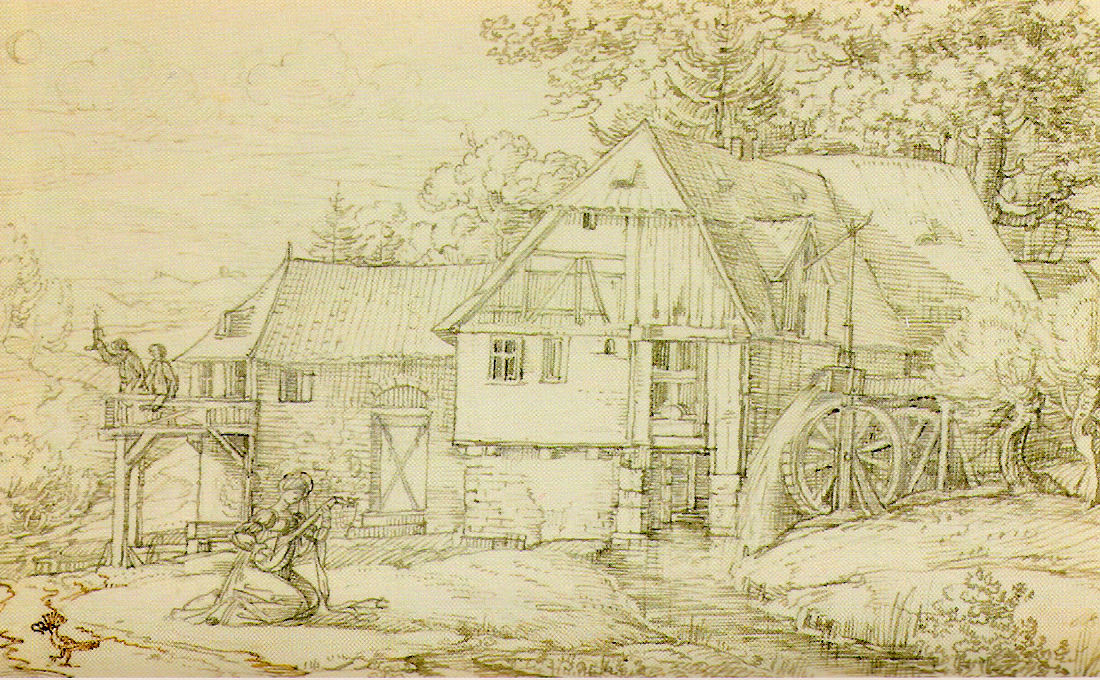
Die Gerbermühle. Zeichnung von Sulpiz Boisserée, 1817

Die Zeit intensiver persönlicher Begegnung begann, als Goethe sich in Wiesbaden aufhielt und Willemer ihn dort am 4. August besuchte. Er stellte ihm Marianne vor und lud ihn zu einem Besuch in die Gerbermühle ein. Wenige Tage später schrieb Goethe seiner Frau Christiane, dass Willemer ihn mit seiner „kleinen Gefährtin“ besucht habe, und vom Aufenthalt am 12. August schwärmt er:
„Mondschein und Sonnenuntergänge; die auf Willemers Mühle … unendlich schön.“
Am 18. Oktober 1814 traf sich das Ehepaar Willemer mit Goethe im Willemer-Häuschen, einem auf dem Mühlberg gelegenen 1809 erworbenen Gartenhaus, um die Freudenfeuer anlässlich des ersten Jahrestages der Völkerschlacht bei Leipzig zu beobachten.
In einem Brief vom 10. April 1815 lud Willemer Goethe erneut zu einer Reise nach Frankfurt ein:
„Erholen sie sich doch bald von den Beschwerden des Winters zu Weimar an den Ufern des Mains. Sie könnten ja die Vor-Kur zu Oberrad einleiten und bei uns auf der Mühle wohnen. Platz ist genug da, und meine Frau und ich würden nie eine größere Freude empfunden haben wie die, Sie als Gastfreund bei uns zu sehen. Wenn Sie der Sonne müd sind, und der Arbeit, singt sie Ihnen von Ihren Liedern vor.“
Bis zum 18. September wohnte er auf der Gerbermühle, von einem zwischenzeitlichen Aufenthalt in Willemers Stadthaus vom 8. bis 15. September abgesehen. Morgens arbeitete Goethe vor allem am West-östlichen Divan, den er im Vorjahr begonnen hatte. Mittags speiste man gemeinsam und flanierte am Nachmittag in der ländlichen Umgebung. Goethe trug am Abend seine am Tag entstanden Verse vor, und Marianne sang nicht nur seine Lieder, sondern trat mit ihm zunehmend in einen lyrischen Dialog.
Am 18. September reiste Goethe nach Heidelberg weiter, wo ihn die Willemers bereits am 23. September besuchten. Marianne hatte dem Freund ein Gedicht mitgebracht, das als Lied vom Ostwind in den Divan aufgenommen werden sollte. In ihrer weiteren Korrespondenz setzten die beiden ihr gemeinsames Dichten und ihre platonische Liebesbeziehung fort.
1819 veranstaltete Willemer ein Festmahl mit zahlreichen Gästen zu Goethes 70. Geburtstag am 28. August. Dabei gründete sich im Gasthof Weidenbusch ein Komitee zur Errichtung eines Goethedenkmals in Frankfurt.

## Schriften
- An meine Mitbürger auf der rechten Seite des Rheinufers über die Frage: Besitzen denn die Franzosen die Freiheit, welche sie uns anbieten?, o. O. 1798.
  - Neuausgabe, herausgegeben von Hermann Traxut: Moritz Diesterweg, Frankfurt am Main 1924.
- Von den Vorzügen einer Nationaltracht. Andreä, Frankfurt am Main 1814.
- Von den Vorzügen des christlichen Moral-Princips und seinem Einfluß auf Erziehung. Frankfurt am Main 1828.